# 湘南ひらつかマルユウベースボールクラブ
湘南ひらつかマルユウベースボールクラブ（しょうなんひらつかマルユウベースボールクラブ）は、神奈川県平塚市に本拠地を置き、日本野球連盟に加盟する社会人野球のクラブチームである。

## 概要
2004年に『マルユウベースボールクラブ』として創設され、1月31日付けで日本野球連盟に新規登録された。同年は、甲子園球児13人にJR東日本で主軸を務めた藤嶺典優（高校通算71本塁打・相洋高出身）ら経験豊かな選手がそろい、社会人野球日本選手権大会神奈川県予選で健闘を見せた。
2005年、チーム名を『マルユウベースボールクラブ湘南』とした。2005年、2006年は都市対抗野球大会一次予選敗退しているが、若いチームだけに今後の成長が期待されるチームである。また、攻撃型チームとして知られている。
2007年、都市対抗野球大会神奈川一次予選兼全日本クラブ野球選手権大会神奈川県予選を準優勝し初の二次予選出場。また、創部4年目で南関東クラブ選手権大会に出場している。
2014年、全日本クラブ野球選手権大会神奈川県予選で優勝、さらに南関東予選を突破し、全日本クラブ野球選手権大会に初出場を果たす。
2016年、チーム名を『湘南ひらつかマルユウベースボールクラブ』に改称した。

## 設立・沿革
- 2004年 - 『マルユウベースボールクラブ』として設立
- 2005年 - 『マルユウベースボールクラブ湘南』に改称
- 2014年 - 全日本クラブ野球選手権大会に初出場（初戦敗退）
- 2016年 - 『湘南ひらつかマルユウベースボールクラブ』に改称

## 主要大会の出場歴・最高成績
- 全日本クラブ野球選手権大会 - 出場1回

## スポンサー
- マルユウグループ
- マルユウカスタムズ